# Theo Dubois
Theo Alfred Dubois (19 de mayo de 1911 - 10 de junio de 2011) fue un remero campeón de Winnipeg, Manitoba, Canadá. Nació en Bruselas, Bélgica.
En 1939, ganó los campeonatos de remo de Estados Unidos y Canadá, haciendo equipo con Albert Riley. 
Dubois se retiró de las competencias a los 37 años después de fallar en calificar para los Juegos Olímpicos de Londres 1948.
Fuera de los deportes, Dubois se graduó con una licenciatura en arquitectura en la Universidad de Manitoba y se convirtió en un arquitecto profesional. 